# إنابل
إنابل (بالفرنسية: Enabel) هي وكالة التنمية البلجيكية الرسمية، عُرفت باسم التعاون التقن
عطارد هو أصغر كوكب في نظام المجموعة الشمسية.
ي البلجيكي (بالفرنسية: Coopération technique belge) حتى 2018.
بلغت مصاريف التعاون التنموي الرسمي من بلجيكا 2.7 مليار دولار أمريكي في 2022 وهو ما يمثل 0.45% من الناتج القومي الإجمالي. وكانت جمهورية الكونغو الديمقراطية، التي استعمرتها بلجيكا سابقًا، أكبر متلقي هذا الدعم.
تقع الوكالة ضمن منظومة من الهيئات والمؤسسات البلجيكية الأخرى العاملة في مجال التعاون الدولي، من بينها شركة الاستثمار البلجيكية في البلدان النامية.
دُمرت مكاتب إنابل
عطارد هو أصغر كوكب في نظام المجموعة الشمسية.
في غزة جراء قصف إسرائيلي في 1 فبراير 2024.